# Запек
Запекът (констипацията) е състояние на храносмилателната система, при което изпражненията на човек или животно се втвърдяват и стават трудни за изхождане. Това може да бъде много болезнено и в по-тежки случаи да доведе до фекално задръстване. Обстипацията е тежка форма на запек. Причини за запека могат да бъдат начинът на хранене, видът поета храна, хормоналния баланс, неправилна стойка при дефекация, странично действие от лекарства, както и наследствени (анатомични). Лекува се с промяна в режима на хранене, с добавяне на баластни вещества към менюто, клизма, правилна поза на изхождане, и (в редки случаи) хирургически.

## Признаци и симптоми
При най-често срещаната форма на запек изпражненията са твърди и трудни за изхождане. Напъването от своя страна може да причини хемороиди и анални фисури. В долната част на корема се появяват болки, къркорене, газове.
Идеалният вариант е формулата „едно ядене вътре -- едно ядене навън“, т.е. изхождане след всяко по-солидно наяждане, както е при децата. При повечето хора нормата е поне едно изпразване на червата дневно. Има и хора, които се чувстват комфортно с едно посещение в тоалетната седмично. Всичко се определя от режима на хранене и движение.
При някои тежки случаи на фекално задръстване може да се наблюдява гадене, много твърд корем и др.

## Диагноза
Диагнозата се прави най-вече по описание на симптомите, дадено от пациента. Подробности, свързани с режима на хранене, могат да разкрият липса на баластни вещества в храната или поемане на недостатъчно количество течности. Запекът може да е и следствие от обездвиженост. Запек може да се получи като страничен ефект след употребата на лекарства (особено антидепресанти и опиати).
По време на прегледа се проверява ректумът, тонусът на сфинктера и наличието на изпражнения в долната част на ректума. Ако е така, се предписва клизма, свещички или лекарства/билки. Ректалният преглед ще даде идея за наличие на хемороиди или тумори.
Рентгенова снимка на корема обикновено се прилага при хоспитализирани пациенти и може да покаже наличието на втвърдени отпадъци, полепнали по червата.

## Причини
Основните причини за запек са:
- Втвърдяване на изпражненията поради:
  - Недостатъчно поемане на баластни вещества
  - Дехидратация
  - Лекарства, например диуретици и такива, съдържащи желязо, калций, алуминий
- Парализа или бавно придвижване, при което перисталичното действие на червата е вяло или напълно спряло, поради което изпражненията не се придвижват към изхода:
  - Хипотиродоизъм (бавно действаща щитовидна жлеза)
  - Хипокалемия
  - Наранен анален сфинктер
  - Лекарства подобни на loperamide, успокоителни (например кодеин, морфин и определени антидепресанти)
  - Тежки заболявания по други причини
- Блокировка на червата или ректума, която не позволява на изпражненията да преминават:
  - Изхождане в седнала стойка (в седнало положение ректумът е прегънат и проходът навън е блокиран)
  - Стриктури
  - Дивертикули
  - Тумори на червата или на околните тъкани
- Психоматичен запек, породен от раздразнения или непознаване на средата
- Изхождане в седнала стойка, при което се получава непълно изпразване на червата.

## Лечение
Хора без медицински проблеми могат да опитат да увеличат количеството баластни вещества и течности (за предпочитане вода) в диетата си. Това може да бъде постигнато с консумиране на повече пресни зеленчуци и плодове, пълнозърнест хляб (за предпочитане без мая). Честото използване на лаксативи и разхлабващи чайове не се препоръчва защото довежда до привикване на чревния тракт от тях. Клизмата е бърз и доказано безвреден метод за облекчаване и изчистване на червата. Всичко това, разбира се, трябва да се съчетае с редовни разходки, физическо раздвижване (плуването е прекрасен начин), поне 1 час на ден. Съществуват множество варианти, като пиене на ленено семе, на рициново масло, на английска сол (магнезиев сулфат) и др. но това са временни решения, които не решават проблема.
Проблемът обикновено е резултат на комбинация от липсата на движение, поемане на малко течности, стрес. Това, което може да бъде направено, е да се свикне с поемането на над 1,5 литра вода на ден (чаша топла вода с малко лимон сутрин на гладно е идеално средство), да се отделя поне час на ден за разходка/движение/плуване, да се усвои клекнала стойка за изхождане (прави изхождането по-пълно и лесно), да се заменят баничките и кифлите с пълнозърнести и по-груби храни, като настъргани моркови, пълнозърнест хляб и др., да не се отлагат позивите за дефекация.